# Branderslev
Branderslev er en by på Lolland med 208 indbyggere  (2024), beliggende 4 km sydøst for Sandby, 3 km nord for Nakskov og 31 km vest for Maribo. Byen hører til Lolland Kommune og ligger i Region Sjælland.
Branderslev hører til Branderslev Sogn. Branderslev Kirke ligger ensomt 2½ km nordøst for byen. Der er 4 herregårde i sognet: Holmegård ligger i selve Branderslev, Nakskov Ladegård 2 km mod vest, Hellenæs 2 km mod sydvest og Kristiansdal 2 km mod øst (i luftlinje).

## Faciliteter
Danhostel Nakskov Vandrerhjem ligger i Branderslev.

## Historie
I 1899 beskrives Branderslev således: "Branderslev med Kirke (1/4 Mil N. Ø. for Byen paa en Bakke), Skole og Fattiggaard (købt 1867, Plads for 27 Lemmer)"

### Jernbanen
Branderslev havde trinbræt på Nakskov-Kragenæs Jernbane (1915-67). Det lå ved Ladegårdsvej lidt vest for byen. Foruden trinbrætsignal var der hovedsignal fordi jernbanen her krydsede en roebane.
Fra Søgårdsvej sydvest for byen går en grusvej på banens tracé mod sydøst gennem en lille skov.

## Kendte personer
- Christian Falster (1690-1752), skolemand, digter og klassisk filolog